# أميمة طلعت زكريا
أميمة طلعت زكريا (20 أكتوبر 1989 -)، ممثلة مصرية، وهي ابنة الفنان الراحل طلعت زكريا، كانت أول مشاركة سينمائية لها بجانبه في فيلم «الفيل في المنديل».

## أعمالها

### الأفلام
- ورا كل باب ج 2
- الفيل في المنديل (2011).
- جوز ماما سيت كوم (2010).
- الزوجة الرابعة (2012).
- مكتوب على الجبين (2013)
- ترالم لم (2010)
- كشف مستعجل(٢٠٢٣).
- 2022: عودة الأب الضال

## وصلات خارجية
- أميمة طلعت زكريا على موقع الدهليز
- أميمة طلعت زكريا على موقع قاعدة بيانات الأفلام العربية